# Stepan Sosnowy
Stepan Mykolajowycz Sosnowy (ur. 23 marca 1896 w Rizdwiance, zm. 26 marca 1961 w Kijowie) – ukraiński, radziecki agronom-ekonomista, autor pierwszego kompleksowego opracowania statystycznego Hołodomoru z lat 1932–1933 na Ukrainie.

## Biografia
Urodzony w 1896 r. w chłopskiej rodzinie. Wraz ze swoim młodszym bratem Timofijem został sierotą, gdy miał 9 lat. Dzięki opiekunom uzyskał specjalizację agronoma w Charkowskim Instytucie Rolnictwa i Leśnictwa.
W okresie międzywojennym opublikował kilka prac statystycznych, poświęconych głównie dzierżawie gruntów w Ukraińskiej SRR. Na początku 1932 r. został oskarżony o „anty-marksistowskie uprzedzenia” i „podsycanie nastrojów anty-marksistowskich”, po czym zmuszony był napisać list rezygnacyjny.
W latach 1932–1936 pracował jako agronom w rejonie Jakimowskim w obwodzie Zaporoskim. Był świadkiem Hołodomoru, a następnie twierdził, że właśnie wtedy ukształtował nastroje antyradzieckie.
We wrześniu 1941 r. zaproponowano mu pracę w Moskwie, ale odmówił i pozostał w okupowanym Charkowie z dwoma synami, chorą żoną i niepełnosprawną teściową. Pod koniec listopada 1941 r. był bezrobotny. 24 listopada 1941 r. dostał pracę w Okręgowej Radzie Gospodarki Gruntami w Charkowie, gdzie pracował jako szef działu ekonomicznego i statystycznego. W lipcu 1943 r. odwiedził Niemcy w ramach delegacji agronomów z regionu Charkowa. Na początku sierpnia 1943 r., w okresie aktywnych walk o Charków, jego żona przeniosła się do Kijowa ze swoimi synami Władimirem (1926) i Aleksandrem (1927). Stamtąd przenieśli się razem w rejon Odessy.
Od 13 września 1942 r. do 24 stycznia 1943 r. pięć artykułów S. Sosnowego poświęconych analizie wydarzeń związanych z kolektywizacją i głodem w latach 1932–1933 na Ukrainie zostali opublikowane na stronach tygodnika „Nowa Ukrajina”. W artykułach Sosnowy analizował proces nacjonalizacji sektora rolnego gospodarki w Ukraińskiej SRR, krytykując politykę bolszewików na wsi. Zaznaczył, że dzięki zmniejszeniu inwentarza żywego w latach kolektywizacji wyeliminowano także niezależność ekonomiczną ukraińskiego chłopa. Analizując rolę MTS, S. Sosnowy wykazał, że utworzenie i nałożenie tych powiązań na Ukrainie doprowadziło w rzeczywistości do powstania państwowego monopolu rolnego. Porównując statystyki z innymi latami, uważał, że Ukraina ma wystarczającą ilość ziarna z uprawy z 1932 r., aby wyżywić populację, a nawet zwierzęta gospodarskie. Zauważył, że plan nadmiernego pozyskiwania zboża był zabójcą dla chłopów, ponieważ aby go wdrożyć, zajęli każde ostatnie ziarno. Korzystając ze spisu ludności mieszkańców ZSRR z 1926 r. oraz szeregu otwartych zbiorów statystycznych i ekonomicznych z lat 30. XX wieku, Sosnowy był pierwszym ukraińskim naukowcem, który próbował w przybliżeniu obliczyć liczbę ofiar głodu.
W latach 1943–1944 artykuł S. Sosnowego „Prawda o głodzie w latach 1932–1933. na Ukrainie” został przedrukowany przez niektóre gazety okupacyjne.
Młodszy brat Timothy (zm. 1983), członek OUN-M, wyemigrował za granicę, gdzie zaczął angażować się w nauczanie i przyczynił się do rozpowszechnienia badań swojego brata. W dniach 2 i 5 lutego 1950 r. badanie Stepana Sosnowego zostało przedrukowane przez emigrancką gazetę „Ukrainskie wiesti” („Wiadomości ukraińskie”), która publikowała się w niemieckim mieście Neu-Ulm dla przesiedleńców pochodzenia ukraińskiego. W tym samym roku artykuł S. Sosnowego o głodzie w latach 1932–1933 ukazał się jako osobna broszura, a w 1953 r. ukazał się w tłumaczeniu na angielski w pierwszym tomie zbioru dokumentów „Czarne czyny Kremla”, wraz z innymi dowodami masowego zniszczenia ukraińskiego chłopstwa w latach 1928–1933.

## Okres powojenny
Po wojnie, nie ukrywając swojego imienia i nazwiska, pracował jako agronom i ekonomista. 21 lutego 1950 r. został aresztowany przez pracowników UMGB Ukraińskiej SRR, ponieważ jego dawni współpracownicy w Charkowie zeznali przeciwko niemu. Skazany na 25 lat w obozach pracy przymusowej, z pięcioletnią utratą praw i całkowitą konfiskatą mienia. Przebywał sześć lat w obozie w pobliżu dworca kolejowego Szeksna w obwodzie Wołogdy. Po zwolnieniu stał się niepełnosprawny i osiedlił się we wsi Pawlowka, dystrykt Arcyz, obwód Odeski. W tym czasie zmarła jego żona Maria Derbek. W 1956 roku, w wieku 62 lat, Sosnowy po raz drugi ożenił się z Eufrosyną Poremską. Wkrótce para wraz z jednym z synów Stepana Sosnowego przeprowadziła się do Kijowa. Uchwałą Rady Najwyższej RSFSR z dnia 11 kwietnia 1958 r. utrata praw w stosunku do niego została anulowana, a rejestr karny skreślony. Zmarł 26 marca 1961 r. w wieku 66 lat.

## Publikacje
- Сосновий Степан. Нариси з техніки селянського рільництва. Харків., 1926;
- Сосновий, Степан. Оренда землі на Україні. – Харків.: Укрдержплан, 1926.
- Сосновый, Степан. Аренда земли на Украине в 1923–1926 гг.: (по материалам НК РКИ и ЦСУ) // На аграрном фронте. – 1927. – № 8/9. – С. 194–214.
- Сосновий С. «Що дали большевики українському селянству. Знищення худоби та засобів виробництва – основи селянської незалежності» Нова Україна, Вересень 13, 1942.
- Сосновий С. «Що дали большевики українському селянству. Організація голоду, як засобу тероризувати селянство та примусити його працювати в колхозах» Нова Україна, Вересень 20, 1942.
- Сосновий С. «Що дали большевики українському селянству. Організація голоду, як засобу тероризувати селянство та примусити його працювати в колхозах» Нова Україна, Вересень 27, 1942.
- Сосновий С. «Правда про голод на Україні в 1932–1933 роках». Нова Україна, Листопад 8, 1942.
- Сосновий С. «Що дали большевики українському селянству. Відрізки від садиб і зселення з хуторів». Нова Україна, Листопад 8, 1942.
- Сосновий С. «Що дали большевики українському селянству. Совєцькі МТС – знаряддя закріпачення селянства». Нова Україна, Листопад 29, 1942
- Сосновий С. «Що дали большевики українському селянству. Створення великого механізованого господарства та якою ціною воно відбулося». Нова Україна, Січень 24, 1943.
- Сосновий С. Правда про голод в Україні в 1932–1933 pp. Українські вісті, Лютий 2, 1950.
- Сосновий С. Правда про голод в Україні в 1932–1933 pp. Українські вісті, Лютий 5, 1950.
- Сосновий С. Правда про голод в Україні 1932–1933. – Новий Ульм, 1950.
- Sosnovy, S. «The Truth about the Famine» in Semen Pidhainy, ed., The Black Deeds of the Kremlin: A White Book, vol. 1 (Ukrainian Association of Victims of Russian Communist Terror: Toronto, 1953): 222–225.

## Źródła i literatura
- https://web.archive.org/web/20200723215517/http://salat.com.ua/ru/stepan-sosnovyj-kto-on/
- Джулай Д.«Сталін – кровожерливий пес». Унікальна історія вченого, який першим довів штучність Голодомору // Радіо «Свобода». – 22 листопада 2018.
- Кульчицький, Станіслав. Голодомор 1932–1933 рр. як геноцид: труднощі усвідомлення. Київ: Наш час, 2008.
- Салтан, Олександр. Історична цінність дослідження агронома-економіста Степана Соснового у висвітленні подій Голодомору на шпальтах газети «Нова Україна» // Міждисциплінарний часопис «Студії Голодомору / Holodomor Studies». 2018. – № 1.